# Tchitrec du Japon
Terpsiphone atrocaudata
Espèce
Statut de conservation UICN

 NT  : Quasi menacé
Le Tchitrec du Japon (Terpsiphone atrocaudata) ou, en japonais, Sankōchō (三光鳥, litt. « oiseau des trois lumières »), est un oiseau de la famille des Monarchidés vivant en Asie. C'est une espèce migratrice. Cette espèce est classée quasi menacée (NT) sur la liste rouge de l'UICN. Sa population est en baisse.

## Description
Le Tchitrec du Japon mesure environ vingt centimètres de longueur (queue non comprise). Les mâles adultes ont un capuchon noir ou bleu violacé brillant. Leur poitrine est de couleur grise-noirâtre contrairement à leurs parties inférieures qui sont blanchâtres voire blanche. Les parties supérieures, le manteau, le dos, les ailes et le croupion sont généralement châtains. La queue est longue et noire chez les mâles et courtes chez les femelles.

## Répartition
Cette espèce vit dans les régions suivantes : Japon, Corée et Taiwan (où elle réside tout au long de l'année,) et hiverne en Asie du Sud-Est. Elle est également présente en Russie mais en tant qu'« espèce vagabonde ».

## Habitat
Cet oiseau vit dans des environnements variés tels que des forêts tempérées, des mangroves ou des zones urbaines artificielles. Ses habitats sont de plus en plus réduits et détruits.

## Alimentation
Cette espèce se nourrit principalement d'insectes et d'araignées. Cet oiseau peut attraper ses proies en vol.

## Reproduction et mœurs
La saison de reproduction du Tchitrec du Japon se déroule de mai à juillet. Au cours de cette période, l'oiseau crée un nid en forme de cône inversé dans les fourches des branches. Il utilise de la mousse et des écorces d'arbres, collées par des fils d'araignée. Les femelles pondent environ 3  à   5 œufs chaque saison. Pour le choix du compagnon, les femelles choisiraient les mâles en fonction de la longueur de leur queue,.

## Chant
Le chant de cet oiseau est « tukī-hī-hō-shī-hoi-hoi », qui ressemble à une phrase japonaise qui signifie « la lune, le soleil et l'étoile ». C'est donc grâce à ce chant que son nom en japonais signifie « l'oiseau des trois lumières ».

## Sous-espèces
Cet oiseau comporte trois sous-espèces :
- Terpsiphone atrocaudata atrocaudata ;
- Terpsiphone atrocaudata illex ;
- Terpsiphone atrocaudata periophthalmica.